# Caldecotte

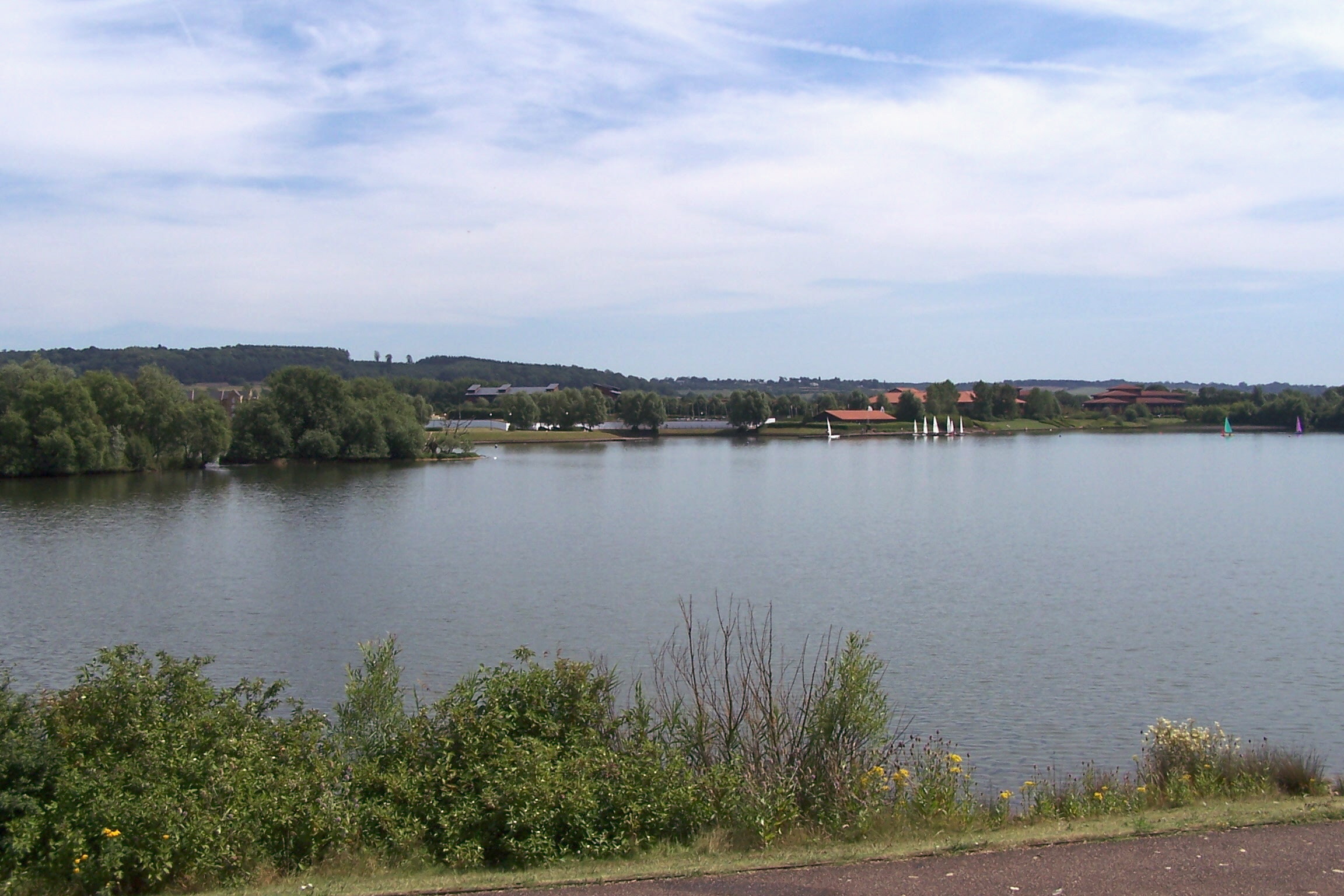
Caldecotte Lake

Caldecotte ist ein Distrikt im Parish von Walton, Milton Keynes in der zeremoniellen Grafschaft Buckinghamshire, der die Stätte eines alten Dorfes mit demselben Namen einschließt. Außerdem liegt der zum Ausgleich des Wasserabflusses am River Ouzel wichtige Caldecotte Lake zum größten Teil in diesem Distrikt. Der See wird von einer Reihe von Sportclubs zum Rudern und anderen Wassersportaktivitäten genutzt.
Der Name Caldecotte ist ziemlich verbreitet in England und stammt aus dem Altenglischen und bedeutet „kalte Kate“, womit ein Rastplatz für Reisende und andere Fremde auf der Straße gemeint war. Die ursprüngliche Straße von Northampton nach London führte in der Nähe vorbei, nur wenig entfernt von ihrer Kreuzung mit der Watling Street, die selbst seit römischer Zeit eine wichtige Verkehrsverbindung darstellte. Die Siedlung ging nieder, nachdem 1728 die Straße von Northampton nach London verlegt wurde, sodass sie über Broughton und Woburn zur Kreuzung mit der Watling Street in Hockliffe geführt wurde. 
Nicht verwechselt werden darf Caldecotte mit dem Weiler Caldecote ganz in der Nähe von Newport Pagnell.